# 地方競馬最前線
地方競馬最前線（ちほうけいばさいぜんせん）はグリーンチャンネルで放送されていた地方競馬情報番組。

## 番組概要
地方競馬でのダートグレード競走の展望・回顧のほか（回顧では中央競馬でのダートグレード競走も取り上げる）、地方競馬の重賞競走・騎手シリーズ戦の回顧（レース映像は主にハイライト）などを放送。ゲスト解説者として地方競馬の元騎手（佐々木竹見、桑島孝春）が出演することがある。宮下瞳元騎手の引退式は特集コーナーとして放送された。

## 番組沿革
- 2009年に30分番組として放送開始。番組は月2回の更新。
- 2010年より、放送時間を1時間に拡大。[1]。
- 2012年は、毎週の番組更新。下記2パターンの番組を隔週で放送した。

1. ダートグレード競走の展望・回顧をメインとした「レース展望」番組
2. 地方競馬の重賞競走をノーカットで放送する「レースリプレイ」番組

- 2013年は、「レース展望」番組をダートグレード競走開催週に、「レースリプレイ」番組を月1回でまとめて放送した。
- 同12月をもって、「海外競馬ジャーナル」と統合し「地・中・海ケイバモード」となり、単独放送を終了

## 出演者
- 司会　伊藤英一郎（元TVhアナウンサー）TVhサマー競馬キャスター
- 解説　齋藤修（「レース展望」番組の週に出演）地方競馬雑誌「ハロン」元編集長

## 放送時間
2012年現在
- 初回放送
  - 火曜日 22:00-23:00
- 再放送
  - 火曜日 25:00-26:00、水曜日 16:00-17:00、19:00-20:00